# Ataque posicional
Ataque posicional, também chamado de Jogo Posicional, é uma terminologia usada no futebol para designar um método ofensivo de treinamento em que a equipe busca pela amplitude e profundidade ofensiva, jogo entre linhas, opções de retorno, suporte ofensivo e constante formação de triângulos de passe para o portador da bola. Todos estes princípios e ideias precisam estar altamente mecanizados para fluir.
Adeptos desta "filosofia" defendem que a construção ofensiva de jogadas deve ser longa e bem elaborada, já que a complexidade da construção do processo ofensivo deve-se à participação de muitos jogadores e à execução de um grande número de ações técnico-táticas.
O termo "Jogo de Posição" foi cunhado por Ivan Sharpe em 1954, em um volume de memórias intitulado "40 Years in Football" onde ele alertava sobre um novo estilo de jogar futebol que pulverizaria o antigo. Tal estilo de jogo se tornou famoso ao ser utilizada em excelência por Rinus Michels e seu Futebol total, e alguns anos mais tarde por Josep Guardiola.